# كوشك العليا (دشتاب)
كوشك العليا (بالفارسية: کوشک علیا) هي قرية تقع في إيران في قسم دشتاب الريفي. يقدر عدد سكانها بـ 516 نسمة بحسب إحصاء 2016.